# Las Palmas, Zongolica
Las Palmas är en ort i Mexiko.   Den ligger i kommunen Zongolica och delstaten Veracruz, i den sydöstra delen av landet, 250 km öster om huvudstaden Mexico City. Las Palmas ligger 804 meter över havet och antalet invånare är 132.
Terrängen runt Las Palmas är varierad. Runt Las Palmas är det ganska tätbefolkat, med 222 invånare per kvadratkilometer. Närmaste större samhälle är Cuichapa, 9,5 km norr om Las Palmas. I omgivningarna runt Las Palmas växer i huvudsak städsegrön lövskog.